# Kloster Foigny
Das Kloster Foigny (Fusniacum) ist eine ehemalige Zisterzienserabtei in der Gemeinde La Bouteille in der Thiérache im Département Aisne, Region Picardie, in Frankreich, zehn Kilometer nordöstlich von Vervins am Ufer des Thon.

## Geschichte
Das Kloster wurde im Jahr 1121 von Bernhard von Clairvaux und Barthélémy de Jur, dem Bischof von Laon, als drittes Tochterkloster der Primarabtei Clairvaux gegründet. Erster Abt war Rainaud. Die Kirche wurde bereits 1124 geweiht; hiermit verbindet sich das berühmte Fliegenwunder, das in der künstlerischen Darstellung aufgegriffen wurde (Kloster Chiaravalle Milanese). Ca. von 1150 bis 1170 wurde eine neue Kirche errichtet, deren Plan 1959 ergraben wurde. 1150 zog sich Bartélémy de Jur in das Kloster zurück. Über seinem Grab wurde im 19. Jahrhundert eine Kapelle errichtet. Eine weitere Kapelle entstand über dem Grab des Mönchs Alexandre, der ein schottischer Königssohn gewesen sein soll. Im 13. Jahrhundert besaß die Abtei, die bis zu 300 Mönche zählte, Ländereien im Umfang von 12.000 ha und 13 Grangien. Die Abtei war Mutterkloster von Kloster Bohéries. In Laon befindet sich noch das Stadthaus von Petit-Foigny. Vom 14. bis 17. Jahrhundert erlitt das Kloster bei kriegerischen Ereignissen Schaden; auch fiel es in Kommende. Im 18. Jahrhundert wurden umfangreiche Wiederherstellungsarbeiten durchgeführt. In der französischen Revolution kam 1791 das Ende der Abtei, die damals nurmehr elf Mönche zählte. 1793 wurde das Kloster in ein Militärhospital verwandelt und wenig später auf Abbruch verkauft. Ein Portal wurde in der Kirche von Étréaupoint wieder aufgestellt. Auch kommt ein Teil der Holzarbeiten im Kapitelsaal von Saint Martin in Laon aus dem Kloster.

## Bauten und Anlage
Die zweite Kirche war 98 m lang, hatte einen engen Rechteckchor und ein 50 m breites Querhaus mit je drei Seitenkapellen auf beiden Seiten im Osten. Sie entsprach damit genau dem Plan von Clairvaux II. Heute sind vor Ort praktisch keine Reste mehr vorhanden.